# Panagiotis Bratsiotis
Panagiotis Bratsiotis (* 1889 in Thiva; † 31. Januar 1982 in Athen; griechisch Παναγιώτης Μπρατσιώτης) war ein griechischer Theologieprofessor und Mitglied der Akademie von Athen.

## Leben
1889 wurde er in Thiva (Θήβα) als Sohn eines Priesters geboren. Er studierte an der Rizario-Schule (Ριζάρειο σχολή) und an der Theologischen Schule von Athen, wo er auch seinen Doktorgrad erwarb. Seine Studien erweiterte er in Deutschland, an der Universität Leipzig und der Friedrich-Schiller-Universität Jena. Nach seiner Rückkehr in die Heimat wurde er zunächst zum Gymnasiallehrer ernannt. Später wurde er an die Universität Athen berufen. 1955 wurde er in die Akademie von Athen aufgenommen und hatte 1960 dort das Amt des Präsidenten inne.

## Werke
- (Hrsg.): Die orthodoxe Kirche in griechischer Sicht. 2 Bände. Evangelisches Verlagswerk, Stuttgart 1959/1960.